# هانز يواكيم براوسك
هانز يواكيم براوسك (بالألمانية: Hans-Joachim Brauske)‏ (مواليد 12 أكتوبر 1943) هو ملاكم ألماني شرقي، مثّل بلاده في الألعاب الأولمبية الصيفية 1972.

## روابط خارجية
هانز يواكيم براوسك على موقع أوليمبيديا (الإنجليزية)